# Лісництво (зупинний пункт)
Лісни́цтво — зупинний пункт Київського залізничного вузла Південно-Західної залізниці. Розташований в напрямку Яготина між зупинним пунктом Фармацевтична та станцією ім. Георгія Кірпи та в напрямку Дарниці між станцією ім. Георгія Кірпи та зупинним пунктом ДВРЗ.
Зупинний пункт був влаштований в 1965 році. Він знаходиться серед лісового масиву, тому й здобув таку назву.
Лінію електрифіковано у 1972 році.

## Особливості платформи
Конфігурація вузла поблизу станції Дарниця така, що зупинний пункт розташований зразу за розвилкою, що знаходиться біля колійного посту 7 км. А саме, з боку Дарниці йде одноколійна ділянка, тож платформа Яготинського напряму розташована там. У Дарницькому напрямку платформа розташована вже на двоколійній з'єднувальній ділянці з лінією Ніжин - Дарниця. Тобто, в бік Дарниці та Києва рух іде через зупинки Дарниця-Депо та ДВРЗ, у протилежному напрямку, в бік Яготина - через платформу Фармацевтична. Проте частина приміських електропоїздів, а саме ті, які мають кінцевою зупинкою станцію Дарниця, також слідують через платформу Яготинського напрямку та через платформу Фармацевтична.